# Ágúst Guðmundsson
Ágúst Guðmundsson, né le 29 juin 1947 à Reykjavik en Islande, est un réalisateur et scénariste islandais.

## Carrière
Guðmundsson a réalisé de nombreux films islandais qui ont été traduits dans plusieurs langues. Son film Dansinn (The Dance), réalisé en 1998, a gagné le George d'argent du meilleur réalisateur au 21e Festival international du film de Moscou.
Guðmundsson a également travaillé sur de nombreuses séries télévisées telles que Nonni und Manni ou Sea Dragon et a réalisé une dizaine de téléfilms.

## Films
Courts métrages
- 1974 : My Friend Jonathan
- 1977 : Lifeline to Cathy'
- 1983 : Yfir kjöl'

Longs métrages
- 1980 : Lítil þúfa
- 1980 : Land og synir
- 1981 : Útlaginn
- 1982 : Með allt á hreinu
- 1984 : Gullsandur
- 1998 : Dansinn
- 2001 : Mávahlátur
- 2004 : Í takt við tímann
- 2013 : Ófeigur gengur aftur

Téléfilms
- 1977 : Saga úr stríðinu
- 1978 : Skólaferð
- 1984 : Gullna hliðið
- 1986 : Ást í kjörbúð
- 1991 : Litbrigði jarðarinnar
- 1991 : Áramótaskaup
- 1995 : Áramótaskaup
- 1996 : Áramótaskaup
- 1998 : Herbergi 6'
- 2003 : Áramótaskaup